# Dismodicus alticeps
Dismodicus alticeps là một loài nhện trong họ Linyphiidae.
Loài này thuộc chi Dismodicus. Dismodicus alticeps được Ralph Vary Chamberlin & Wilton Ivie miêu tả năm 1947.